# France (thiết giáp hạm Pháp)
France là chiếc cuối cùng của lớp thiết giáp hạm Courbet bao gồm bốn chiếc, những thiết giáp hạm thế hệ dreadnought đầu tiên được chế tạo cho Hải quân Pháp. Nó được hoàn tất trước Chiến tranh Thế giới thứ nhất như một phần của Chương trình Phát triển Hải quân 1911. Nó trải qua chiến tranh tại Địa Trung Hải, hỗ trợ cho cuộc phong tỏa Otranto trong biển Adriatic. Cùng với con tàu chị em Jean Bart, France được gửi đến Hắc Hải vào năm 1919 để đối đầu với lực lượng Bolshevik trong cuộc Nội chiến Nga. Thủy thủ đoàn của nó đã làm binh biến vào tháng 4 năm 1919 do mệt mỏi bởi chiến tranh, sự đồng tình với Chủ nghĩa Cộng sản và các điều kiện sống khó khăn. Cuộc binh biến và việc sút giảm tinh thần của thủy thủ khiến nó phải quay trở về Pháp vào cuối tháng đó. Nó bị tai nạn va phải đá ngầm không được thể hiện trên hải đồ tại vịnh Quiberon vào năm 1922, và bị chìm chỉ sau bốn giờ.

## Thiết kế và chế tạo

### Thiết kế

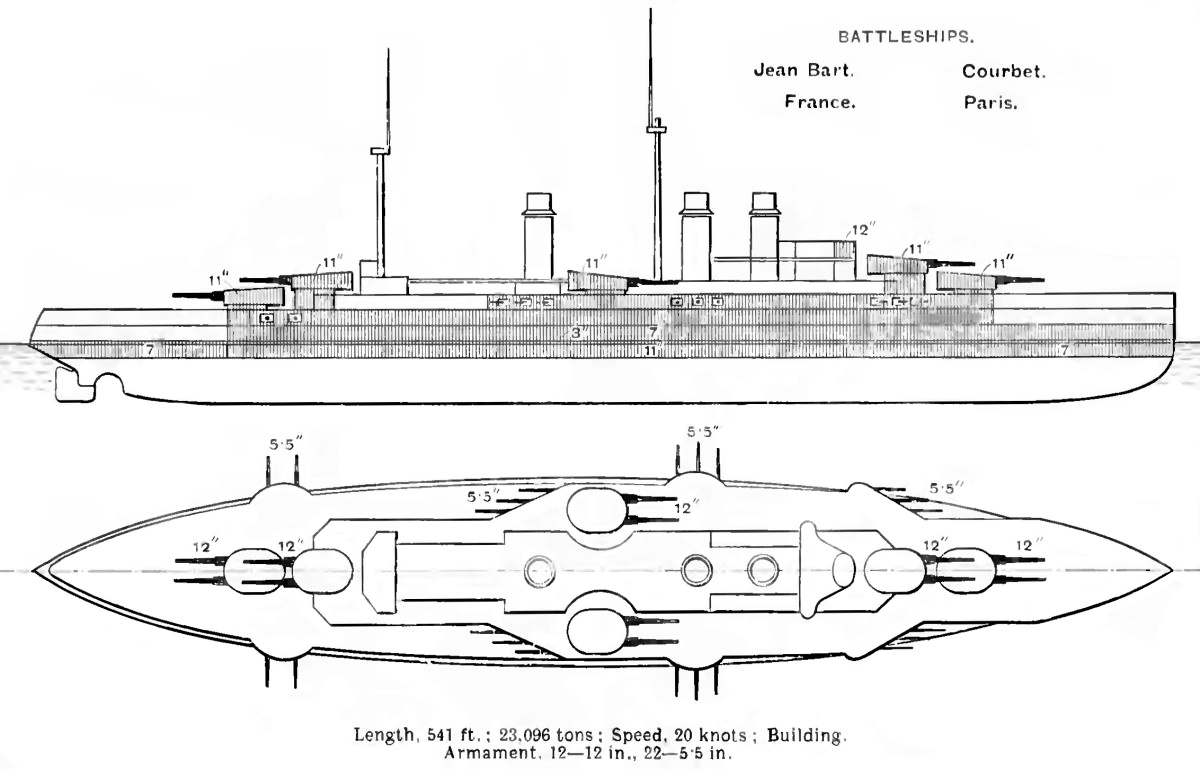
Sơ đồ mạn phải và sàn tàu của lớp Courbet như được mô tả trong Niên giám Hải quân Brassey 1912

France có chiều dài chung 166 m (544 ft 7 in); bề rộng mạn thuyền 27 m (88 ft 7 in); và có mớn nước 9,04 m (29 ft 8 in) ở mũi tàu khi đầy tải. Nó có trọng lượng choán nước tiêu chuẩn 23.475 tấn (23.104 tấn Anh) và 25.579 tấn (25.175 tấn Anh) khi đầy tải. Nó tỏ ra bị ướt khi hoạt động, bị nặng phần mũi tàu do những tháp pháo bắn thượng tầng phía trước.
France có hệ thống động cơ bao gồm bốn turbine hơi nước Parsons dẫn động trực tiếp công suất 28.000 shp (21.000 kW). Nó có 24 nồi hơi ống nước Belleville đốt than có phun dầu bổ trợ. Nó có tốc độ thiết kế tối đa 21 hải lý trên giờ (39 km/h; 24 mph). Nó mang theo cho đến 2.700 tấn Anh (2.743 t) than và 906 tấn Anh (921 t) dầu, đạt được tầm hoạt động 4.200 hải lý (7.800 km; 4.800 mi) ở tốc độ đường trường 10 hải lý trên giờ (19 km/h; 12 mph).
Dàn pháo chính của France bao gồm mười hai khẩu Hải pháo 305 mm/45 Modèle 1906 được bố trí trên sáu tháp pháo, với hai tháp pháo bắn thượng tầng phía trước và phía sau, cùng hai tháp pháo bên mạn tàu. Các khẩu pháo này chỉ có góc nâng tối đa 12°. Để phòng thủ chống lại tàu phóng lôi, nó mang theo 22 khẩu hải pháo 138 mm Modèle 1910 bố trí trên các ụ tháp pháo. Bốn khẩu pháo Hotchkiss 47 mm (1,9 in) Modèle 1902 được trang bị, gồm hai khẩu mỗi bên mạn. Courbet còn được trang bị bốn ống phóng ngư lôi ngầm 450 mm (18 in) Modèle 1909 và mang theo 12 quả ngư lôi.
Đai giáp chính của France mở rộng xuống bên dưới mực nước khá nhiều, do người Pháp lo ngại về việc bị bắn trúng dưới nước. Vỏ giáp chính cũng mỏng hơn so với những chiếc tương đương của Anh hay Đức, nhưng che phủ một khu vực rộng hơn. Nó dày 270 mm (11 in) trong khoảng giữa tháp pháo phía trước và phía sau, vót thon còn 180 mm (7,1 in) về phía mũi và đuôi tàu, và được mở rộng 2,4 m (7 ft 10 in) bên dưới mực nước thông thường. Bên trên đai giáp chính là một đai giáp khác dày 180 mm (7,1 in), che phủ bên hông và dàn vũ khí hạng hai cho đến sàn phía trước, sâu 4,5 m (15 ft) giữa tháp pháo phía trước và phía sau. Tháp chỉ huy có vỏ giáp dày 300 mm (12 in). Tháp pháo chính có mặt trước dày 290 mm (11,4 in), 250 mm (9,8 in) bên hông và 100 mm (3,9 in) trên nóc. Bệ của chúng có lớp giáp dày 280 mm (11 in). Cấu trúc tàu không có những vách ngăn chống ngư lôi, mặc dù có một vách ngăn dọc ngang hàng với các khoảng động cơ được sử dụng như kho chứa than hay để trống.

### Chế tạo
France, cùng với con tàu chị em Paris, được đặt hàng vào ngày 1 tháng 8 năm 1911 như một phần của Chương trình Chế tạo Hải quân 1911. Nó được đóng tại hãng Ateliers et Chantiers de la Loire tại Saint-Nazaire, được đặt lườn vào ngày 30 tháng 11 năm 1911 và được hạ thủy vào ngày 7 tháng 11 năm 1912. Nó được đưa ra hoạt động trong dịp kỷ niệm Ngày Bastille năm 1914.

## Lịch sử hoạt động
Hàu như ngay sau khi được đưa ra hoạt động, và được hộ tống bởi Jean Bart, France đã đưa Tổng thống Cộng hòa Pháp, Raymond Poincaré, trong chuyến viếng thăm chính thức đến Saint Petersburg, Nga, vào tháng 7 năm 1914. Chúng đang trên đường quay trở về từ Nga khi Chiến tranh Thế giới thứ nhất bùng nổ, nhưng đã về đến Pháp mà không đụng độ với tàu chiến Đức.
Sau khi quay trở về nhà, France cùng với ba con tàu chị em được lệnh phục vụ tại Địa Trung Hải chống lại hải quân các nước Áo-Hung và Ottoman. Chúng trải qua hầu hết năm 1914 hỗ trợ hỏa lực cho quân đội Montenegro, cho đến khi tàu ngầm Áo-Hung SMU U-12 bắn một quả ngư lôi trúng Jean Bart vào ngày 21 tháng 12 năm 1914 ngoài khơi đảo Sazan. Việc này đã buộc các thiết giáp hạm phải rút lui về Malta hay Bizerte. Sau khi Pháp chiếm đóng hòn đảo trung lập Corfu của Hy Lạp vào năm 1916, nó được chuyển lên Corfu và Argostoli, nhưng chỉ có những hoạt động rất giới hạn vì nhiều người trong số thủy thủ đoàn được điều sang các tàu chống tàu ngầm.
Sau chiến tranh, France và Jean Bart đã hỗ trợ cho lực lượng Đồng Minh tại Hắc Hải vào năm 1919 trong vụ Đồng Minh can thiệp vào cuộc Nội chiến Nga. Vào tháng 4 năm 1919, trong khi France đang giúp vào việc phòng thủ Sevastopol trước lực lượng Bolshevik đang tiến quân, thủy thủ của nó cùng với những người trên chiếc Jean Bart đã làm binh biến, nhưng bị dập tắt khi Phó Đô đốc Jean-Françoise-Charles Amet đồng ý đáp ứng yêu cầu chủ yếu của họ là đưa các con tàu quay trở về nhà. Sau đó 26 thủy thủ đã bị tòa án binh kết án tù vì hành động trên, trước khi được tha vào năm 1922 như một phần của cuộc thương lượng giữa Thủ tướng Raymond Poincaré và các đảng cánh tả.
Vào ngày 26 tháng 8 năm 1922, France va phải đá ngầm không được thể hiện trên hải đồ tại vịnh Quiberon, và bị đắm bốn giờ sau đó. Trong tổng số 900 người của thủy thủ đoàn, chỉ có ba người thiệt mạng. Nó đã không kịp được hiện đại hóa.